# Bezpečnostní třída dveří
Bezpečnostní třída dveří je definována na základě norem ČSN EN 1627 až ČSN EN 1630. Celkem stanovuje 6 bezpečnostních tříd, které jsou rozděleny na základě odolnosti proti vloupání. Zároveň má každá třída stanoveny nástroje, které zloději pravděpodobně používají k jejímu překonání. Pomáhají také při rozhodování o koupi konkrétních výrobků. Bezpečnostní třída se však nemusí vztahovat pouze na dveře, ale také na mříže, zámky, kování, trezory, zámkové vložky a další.

## Jednotlivé bezpečnostní třídy a jejich rozdělení

### Bezpečnostní třída 1
Jde o nejnižší bezpečnostní třídu, na kterou stačí i nezkušený zloděj. Dveře s touto třídou jsou určeny k zabezpečení méně rizikových objektů. K jejich překonání zloděj využívá fyzického násilí, jako je kopání. Postačí mu také jednoduché nástroje. Dokáže je rychle a snadno otevřít bez většího hluku.

### Bezpečnostní třída 2
V pořadí druhá nejnižší bezpečnostní třída. Opět slouží k zabezpečení méně rizikových objektů. Zloději stačí jen fyzická síla a jednoduché nářadí. Avšak dveře již odolají příležitostnému zloději, který má malé znalosti o zabezpečovacím systému, nemá čas a snaží se nezpůsobit hluk.

### Bezpečnostní třída 3
Třetí třída je nejběžněji užívaná třída do panelového i rodinného domu. Postačí k zabezpečení klasických rodinných objektů. Odolá příležitostným zlodějům, kteří kromě hrubého násilí používají i různé nářadí jako jsou páčidla, šroubováky, kladiva, klíny či vrtačky. I tak musí vyvinout opravdu velkou fyzickou sílu a bez znalostí systému zamykání dveří se do bytu či domu nedostanou. K tomu se snaží neudělat velký hluk, aby na sebe nepřilákal pozornost.

### Bezpečnostní třída 4
Tato třída chrání rizikové objekty před zkušenějšími zloději. V praxi se často používá k ochraně zbraní nebo uměleckých děl. Na dveře již nestačí mechanické nástroje, zloděj musí využít sekání a vrtání přičemž neřeší způsobený hluk. Bez pořádného vybavení se dovnitř lupič nedostane.

### Bezpečnostní třída 5
Dveře s bezpečnostní třídou pět překoná jen opravdový profesionál. K tomu potřebuje nejméně rozbrušovačku či přímočarou pilu. Zloděj se neznepokojuje se způsobovaným hlukem. Pátou bezpečnostní třídu najdeme nejčastěji u trezorové techniky.

### Bezpečnostní třída 6
Dveře s touto třídou poskytují nejvyšší možnou ochranu. Používají se k zabezpečení muničních skladů či v ostře střežených objektech. K překonání je zapotřebí dvouručního elektrického nářadí kdy zloděj neřeší způsobovaný ruch.